# Гернальс
Гернальс (нім. Hernals) — сімнадцятий район Відня. Сформований 1892 році з селищ Гернальс, Дорнбах (Dornbach) і Нойвальдеґ (Neuwaldegg).
Район розташований на заході Відня між Гюртелем і Віденським Лісом. Він межує з районами Деблінг і Верінг на півночі, Альзерґрунд на сході, Оттакрінг на півдні і Пенцінг на заході.
Гернальс є одним з найзеленіших районів Відня: майже 60 % його території вкрито рослинами.
48°13′57″ пн. ш. 16°16′46″ сх. д. / 48.23250° пн. ш. 16.27944° сх. д.
| Австрія | Це незавершена стаття з географії Австрії. Ви можете допомогти проєкту, виправивши або дописавши її. |